# Fortuneleptura cameneni
Fortuneleptura cameneni är en skalbaggsart som beskrevs av Jean François Villiers 1979. Fortuneleptura cameneni ingår i släktet Fortuneleptura och familjen långhorningar.
Artens utbredningsområde är Martinique. Inga underarter finns listade i Catalogue of Life.